# Trophée Gaston-Gagné
Le trophée Gaston-Gagné est un trophée de hockey sur glace. Il est remis annuellement depuis la saison 2004-2005 à la personne ou à l'organisation qui travaille à l'avancement de sa cause ou de la Ligue nord-américaine de hockey.

## Récipiendaires du Trophée
| Saison    | Vainqueur                                                                        |
| --------- | -------------------------------------------------------------------------------- |
| 2004-2005 | Yves Desharnais et Raymond Lemay (propriétaires du Saint-François de Sherbrooke) |
| 2005-2006 | Yves Desharnais et Raymond Lemay (propriétaires du Saint-François de Sherbrooke) |
| 2006-2007 | CRS Express de Saint-Georges                                                     |
| 2007-2008 | Caron et Guay de Trois-Rivières                                                  |
| 2008-2009 | Isothermic de Thetford Mines                                                     |
| 2009-2010 | Non remis                                                                        |
| 2010-2011 | Carol Poulin (président du Cool FM 103,5 de Saint-Georges)                       |
| 2011-2012 | Christian Deschênes (joueur-actionnaire du HC Carvena de Sorel-Tracy)            |